# Faller
Faller is een Duitse fabrikant van modelspoorbaantoebehoren en in het verleden van racebaansystemen.
Het bedrijf werd in 1946 opgericht door de broers Edwin en Hermann Faller. In het begin werden eenvoudige houtmodelbouwdozen gemaakt waar huisjes mee gebouwd konden worden. Toen de zaken in 1948 slechter gingen, besloot men ook materiaal voor modelspoor in de schaal 1:87 (H0) te maken. Hiermee ontwikkelde het bedrijf zich uiteindelijk als een wereldleider op dit gebied.
In 1997 werd de modelbouwfirma Pola overgenomen en de producten werden deels in het eigen programma opgenomen.

## Faller modelspoor
Faller is vooral bekend van de modelspoorbaan. Faller heeft zich gespecialiseerd in het maken van gebouwen en bijbehorende accessoires in verscheidene schalen.

## Faller Kermis
Faller heeft ook een grote collectie kermismodellen. Deze zitten in bouwdozen en variëren van kraampjes tot attracties. De meeste modellen van de kermiscollectie kunnen verlicht worden en de attracties draaien op speciale langzaam lopende wisselstroommotoren van Faller.

## Faller AMS
Het Faller Auto Motor Sport (AMS)-systeem was een auto- en racebaansysteem dat geïntroduceerd werd in 1963 en populair was in de jaren 1960 en 1970. Het systeem is ontwikkeld door de broers Faller op basis van andere bestaande patenten. Het systeem had auto's in de schaal 1:64 omdat het met de technieken van die tijd niet mogelijk was verder te miniaturiseren. De voertuigen pasten ongeveer in de schaal 1:87 en konden gecombineerd worden met H0 modeltreinbanen.
De auto's hadden twee sleepcontacten en een geleidepin. Met Faller AMS kunnen twee auto's onafhankelijk op één baan rijden. Om dit te doen wordt in de regelaar de 16 volt wisselspanning naar de rijbaan enkelzijdig  gelijkgericht. De auto's zijn voorzien van een diode waardoor alleen de positieve of negatieve fase wordt doorgelaten. Deze diode is ook nodig omdat de auto's gelijkstroommotoren hebben en met wisselstroom gevoed kunnen worden.
Uit het bovenstaande blijkt dat er van elke automodel twee varianten zijn: voor positieve of negatieve fase. Ze zijn te onderscheiden door de kleur van de geleidepin, zwart of wit. Deze twee varianten konden niet uitdrukkelijk besteld worden, de koper moest in de winkel een auto uitzoeken met de juiste kleur geleidepin. Het is niet mogelijk een auto om te bouwen door alleen de diode om te keren, want dan rijdt de auto achteruit. Ook de veldmagneten moeten andersom worden gemonteerd.

## Faller HitCar

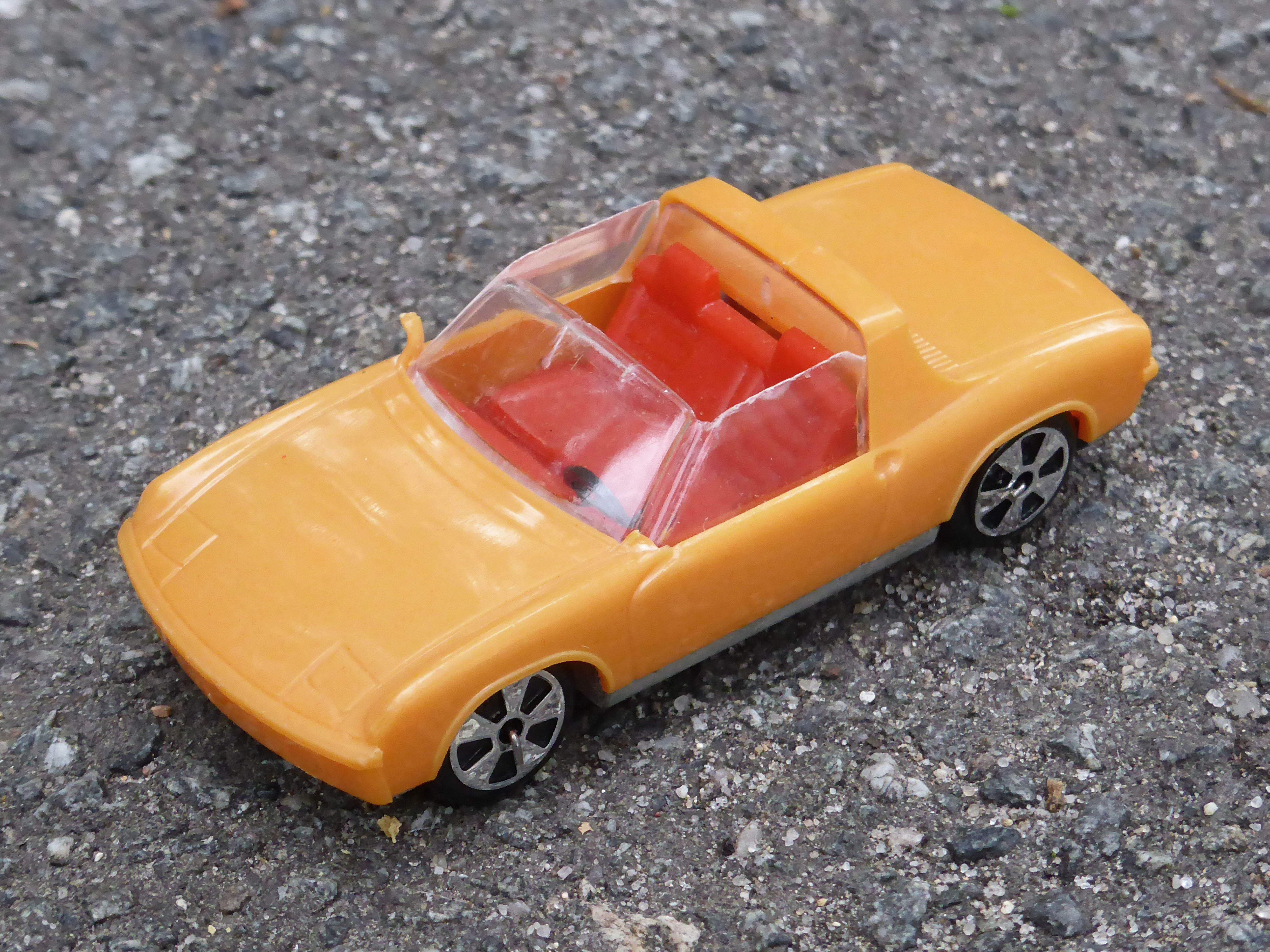
Hit-Car Porsche 914/6

Geënt op het Faller AMS-systeem, was het Faller HitCar-systeem een racebaansysteem. Het verschil was dat de auto's niet elektrisch aangedreven werden. Er werden voor een korte periode een aantal sets aangeboden. De dood van een van de Faller broers zorgde ervoor dat beide systemen niet doorontwikkeld werden.

## Faller Car System
Om wat meer bedrijvigheid op de modelbaan te creëren heeft Faller het Faller Car System (FCS) ontworpen, waarbij voertuigen rondrijden op een modelbaan. Hierbij wordt gebruikgemaakt van een metalen draad die zich een paar millimeter onder het rijoppervlak bevindt. Vervolgens is er aan de voorwielen van het voertuig een magneetje bevestigd. Daarmee kan de wagen sturen en zo volgt hij de metalen draad. Een kleine motor drijft de achterwielen aan en zorgt dat het voertuig rijdt. De voertuigen, in verband met de benodigde inbouwruimte hoofdzakelijk vrachtwagens en bussen, zijn niet van Faller maar van andere fabrikanten zoals Wiking. Dit systeem is  verkrijgbaar in de schalen N (1:160) en H0 (1:87).

## Faller Bus System
Hierbij wordt gebruik gemaakt van de techniek en rijplaten van het Japanse Tomytec Moving Bus System. Deze fabrikant maakt gebruik van de Japanse N-schaal van 1:150 en was derhalve niet geschikt voor de Europese en Amerikaanse markt met de N-schaal van 1:160. Ook het geleidingssysteem, dat wel berustte op dezelfde techniek, week af van Faller, waardoor de twee systemen niet goed op elkaar werkten. Door Tomytec werd een nieuw buschassis ontwikkeld met instelbare wielbasis, waardoor verschillende carrosserieën kunnen worden gemonteerd. Het hele systeem is gebaseerd op rechts verkeer in plaats van het in Japan geldende links verkeer. Daarnaast is de rijsnelheid en de richtingstabiliteit realistischer dan bij het Faller Car System.